# 경적

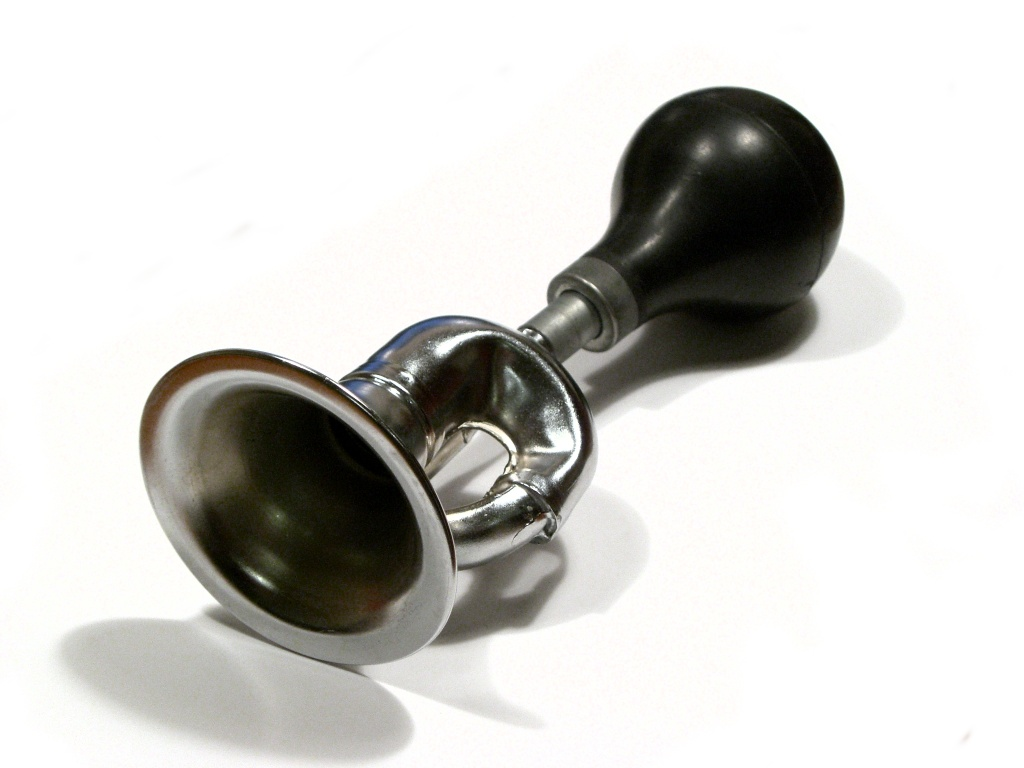

경적(警笛, 영어: horn)은 자동차와 열차, 선박 등에 있어서 스스로가 다가오는 것을 소리를 사용해서 다른 통행 대상에 알리기 위해서 사용하는 스위치이다. 경음기(警音機)라고도 불리며, 제복 경찰관이 경고 등을 할 때에도 이용하고 있다. 자동차에서는 클랙슨(Klaxon)이나 혼(Horn)이라고 부르는 스위치를 가리키고, 선박은 무적(霧笛), 열차 가운데 증기기관차를 중심으로 기적(汽笛)이라고도 칭한다.
자동차에서는 "클랙슨" 또는 "혼" 이라고 불린다. "클랙슨"이라고 하는 용어는 프랑스의 자동차 부품 제조사인 클랙슨(en:Klaxon)의 제품이 유명했기 때문에 어원이 되었다. 경적을 울리기 위해서는 경적용의 스위치를 조작하게 되지만 대개는 운전대의 어딘가에 스위치가 있다. 경적용의 스위치는 조작하고 있는 사이만 전류가 통함으로 소리를 발생·계속해서 발생시키는 것이 주류이다. 전기의 힘으로 작동하는 기계식 전기혼과 기판과 스피커로 작동하는 전자혼, 공기의 힘으로 작동하는 에어혼이 있다. 경적은 경적구간이나 위험할 경우에만 사용하는 것으로, 이러한 이유로 교통 표지판으로 지정한 경적구간이나 위험한 경우를 제외한 경적을 울리는 행위는 각 국가의 도로교통법으로 금지되고 있다. 자동차의 경우, 경적에 의해 트러블이 발생하기도 하고, 상해 사건이나 살인 사건으로까지 이어지게 된 사례도 있었다.

### 뮤직혼
일부 자동차 부품 판매점에서는 경적에 에코가 걸리거나, 압축 공기나 전기를 사용해서 음악을 연주하는 제품이 판매되고 있다.

## 같이 보기
- 휘슬
- 풋 공 - 노면 전차가 주행할 때 주위의 사람이나 차에 주의를 주기 위하여 울리는 종